# Bahdini
Bahdini is een subdialect van het Kurmanci. Het Bahdini wordt door bijna 1 miljoen Koerden gesproken. Dit is vooral in Duhok en omgeving.